# Publius Cornelius Scipio Asina
Publius Cornelius Scipio Asina est un homme politique romain, appartenant à la gens Cornelii. Il est élu consul de la République romaine en 221 av. J.-C..

## Biographie
Fils de Cnaeus Cornelius Scipio Asina (consul romain de 260 av. J.-C.), il est élu consul en 221 av. J.-C. avec Marcus Minucius Rufus. Ensemble, ils mènent la guerre contre les Istréens qui commettent de nombreux actes de piraterie en Mer Adriatique. Les Istréens subissent une défaite complète et Publius Cornelius Scipion Asina obtient l'honneur du triomphe.
En 211 av. J.-C., lorsque Hannibal décide de marcher contre Rome, abandonnant le siège de Capoue, Fulvius Flaccus écrit immédiatement au Sénat romain pour l'informer des intentions du chef carthaginois. Les sénateurs sont émus par la situation, et comme cela s'est produit lors de chaque situation critique pendant la deuxième guerre punique, l'assemblée générale est convoquée. Publius Cornelius Asina propose de rappeler tous les commandants et armées qui combattent en Italie pour défendre Rome, en mettant fin indirectement au siège de Capoue. Fabius Maximus s'oppose à cette proposition, car selon lui abandonner le siège de Capoue serait céder à la peur et laisser Hannibal libre de ses mouvement en Italie.

### Fond antique
- Appien, Histoire romaine : livres VII et VIII.
- Polybe, Histoires : livre VII (lire sur Wikisource).
- Strabon, Géographie : livre V (lire sur Wikisource).
- Tite-Live, Histoire romaine : livres XXI-XXX (lire sur Wikisource).

### Ouvrages
- (it) Giovanni Brizzi, Storia di Roma : 1. Dalle origini ad Azio, Bologne, Patron, 1997.
- André Piganiol, La conquête romaine, PUF, coll. « Dito », 1995, 704 p..
- (it) Howard H. Scullard, Storia del mondo romano : Dalla fondazione di Roma alla distruzione di Cartagine, vol. 1, Milan, BUR, 1992 (ISBN 978-88-17-11903-0).